# Dombeya decaryi
Dombeya decaryi är en malvaväxtart som beskrevs av Bénédict Pierre Georges Hochreutiner. Dombeya decaryi ingår i släktet Dombeya och familjen malvaväxter. Inga underarter finns listade i Catalogue of Life.